# Рафаэль из Бершади
Раввин Рафаэль из Бершади (ивр. רְפָאֵל מִבֶּרְשִׁיד‎; Рефаэль из Бершади, Рафаэль Бершадский; 1751 — 14 января 1827, Тараща) — хасидский цадик, прославившийся своей чрезвычайной скромностью и абсолютной честностью. В хасидской традиции ему отводится очень почетное место. За счет сильной репутации раввина она распространялась даже на всех жителей местечка, и женихам и невестам Бершади в еврейских семьях отдавалось предпочтение как крайне благочестивым. Ближайший ученик рабби Пинхаса из Корца. Основатель течения «бершадских» хасидов, просуществовавшее до конца XIX века. Благодаря тому, что он придавал очень большое значение заповеди ношения цицита в местечке где он жил было налажено их производство, ставшее через небольшое время центром производства талитов и цицит во всей Украине.

## Биография
Рафаэль родился в 5511 году по Еврейскому календарю (примерно 1751 год) в семье раввина Яакова Якили (Яакова Юкели) и матери по имени Фейгл. Отец Рафаэля был меламедом (учителем), который обучал грамоте детей бедных евреев. Дома отец, который зарабатывал не много, бывал не часто. В возрасте восьми лет Рафаэль потерял мать и отправился служить с меламедом. Рафаэль учился у Дов-Бера из Межерича до самой его смерти. После этого он учился ешиве в Бердичеве, после окончания которой вернулся в Бершадь, а затем женился на дочери меламеда. Впоследствии учился у раввина Пинхаса из Кореца. По словам Мартина Бубера: 

Нельзя считать раввина Пинхаса отличным от его самого выдающегося ученика, Рафаэля из Бершади. Во всей истории хасидизма, богатой плодотворными отношениями между учителем и учеником, нет другого примера такой чистой гармонии, столь адекватного продолжения работы. Читая записи, мы иногда едва ли знаем, что приписывать Пинхасу, а что Рафаэлю, и все же у нас есть ряд высказываний Рафаэля, которые несут печать независимого мышления. Но более важным, чем его независимость, является преданность делу, с которой ученик воплощал учения своего хозяина в своей жизни и, согласно традиции, даже в его смерти, которые спокойно и торжественно запечатывали провозглашение заповеди правды, которую мастер стремился так много лет
После смерти раввина Пинхаса из Кореца большая часть последователей раввина Пинхаса стала последователями раввина Рафаэля.
В начале XIX в. рабби Рафаэль ввёл изменения в молитвах, чтобы исключить возможность их прочтения в духе Шабтая Цви.
Авраам Бер Готлокер повествовал в мемуарах, что Ребе Рефаэль в преклонном возрасте страдал от ревматизма и при ходьбе нуждался в трости, но из-за страха показаться высокомерным не использовал её. Рафаэль из Бершади скончался 14 января 1827 года. Согласно сохранившемуся приданию честность раввина Рафаэля стала причиной его преждевременной смерти. За день до того как раввин Рафаэль был вынужден давать показания в суде по делу еврея о котором он знал, что тот виновен и он не хотел ему сделать хуже и врать также не мог. Раввин Рафаэль всю ночь молился и просил о смерти, а на утро перед судебным заседанием скончался и избавил себя от нужны давать показания.

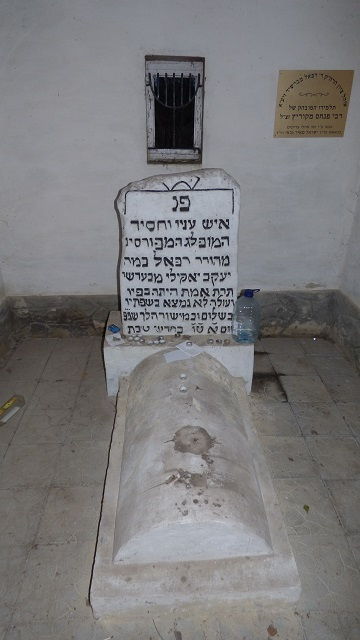
Мацева Рафаэля из Бершади

После смерти праведника в Бершаде не избрали для себя другого нового раввина. Впоследствии «бершадскими хасидами» гордо называли себя последователи Рафаэля из Бершади, которые жили не только в Бершади но и в Ободовке, Тростянце, Верхивке и других местечках Украины. Рабби Рафаэль оказал влияние на многих известных религиозных и культурных деятелей среди которых Миха Йосеф Бердичевский. Могила цадика Рафаэля из Бершади в Тараще является одним из известных мест паломничества, особенно во время главных еврейских праздников, в частности на Рош Ха-Шана. На могиле поставили оэль.

## Учения
В центре учения рабби Рафаэля стоит чрезмерная скромность и абсолютная честность. Рафаэль из Бершади не оставил после себя никаких писаний (некоторые считают это из-за его скромности), но его мысли сохранились в ряде источников. Некоторые из учений раввина упоминаются в «Midrash Pinhas (Ashdod: Yashlim, 2001), pp. 135—145», другие упоминаются в манускрипте «Midrash Pinḥas (1872)». К примеру, Рафаэль из Бершади учил, что если кто-то замечает, что сосед его ненавидит, то соседа нужно любить ещё больше.